# Liste der Baudenkmale in Springe
In der Liste der Baudenkmale in Springe sind alle Baudenkmale der niedersächsischen Gemeinde Springe aufgelistet. Die Quelle der Baudenkmale ist der Denkmalatlas Niedersachsen. Der Stand der Liste ist der 19. November 2020.

## Allgemein
In den Spalten befinden sich folgende Informationen:
- Lage: die Adresse des Baudenkmales und die geographischen Koordinaten. Kartenansicht, um Koordinaten zu setzen. In der Kartenansicht sind Baudenkmale ohne Koordinaten mit einem roten Marker dargestellt und können in der Karte gesetzt werden. Baudenkmale ohne Bild sind mit einem blauen Marker gekennzeichnet, Baudenkmale mit Bild mit einem grünen Marker.
- Bezeichnung: Bezeichnung des Baudenkmales
- Beschreibung: die Beschreibung des Baudenkmales. Unter § 3 Abs. 2 NDSchG werden Einzeldenkmale und unter § 3 Abs. 3 NDSchG Gruppen baulicher Anlagen und deren Bestandteile ausgewiesen.
- ID: die Objekt-ID des Baudenkmales
- Bild: ein Bild des Baudenkmales, ggf. zusätzlich mit einem Link zu weiteren Fotos des Baudenkmals im Medienarchiv Wikimedia Commons. Wenn man auf das Kamerasymbol klickt, können Fotos zu Baudenkmalen aus dieser Liste hochgeladen werden:

## Alferde

### Gruppe: Kirchenanlage Alte Dorfstraße 6
Die Gruppe „Kirchenanlage Alte Dorfstraße 6“ hat die ID 28823530.

| Lage                                         | Bezeichnung | Beschreibung | ID       | Bild           |
| -------------------------------------------- | ----------- | --- | -------- | -------------- |
| Alte Dorfstraße 6 52° 9′ 50″ N, 9° 42′ 24″ O | Kirche      | Die Kirche ist wahrscheinlich um 1200 erbaut worden. Im 18. Jahrhundert wurde die Kirche im barocken Stil umgestaltet. Der Westturm stammt aus der zweiten Hälfte des 13. Jahrhunderts, er wurde 1822 um ein Geschoss aus Fachwerk erhöht. Im Inneren befindet sich eine Sandsteintaufe, diese ist datiert auf das Jahr 1598. Die Pietá wurde um 1500 erstellt. | 28819862 | Weitere Bilder |
| Alte Dorfstraße 6 52° 9′ 50″ N, 9° 42′ 25″ O | Kirchhof    | | 28819879 |                |

### Einzelbaudenkmale
| Lage                                       | Bezeichnung    | Beschreibung | ID       | Bild |
| ------------------------------------------ | -------------- | --- | -------- | ---- |
| Am Mühlenbach 7 52° 9′ 45″ N, 9° 42′ 19″ O | Brücke         | Der Wülfinghauser Mühlbach verläuft offen am Rand der Straße. Die Zufahrt zu dem angrenzenden Hof erfolgt über diese gemauerte Brücke, zu jüngeren Neubauten jeweils über eine Stahlbetonplatte. | 28819894 |      |
| Bachweg 52° 9′ 49″ N, 9° 42′ 23″ O         | Kriegerdenkmal | Das jüngere der beiden Alferder Ehrenmale. | 28819916 |      |

## Altenhagen I

### Einzelbaudenkmale
| Lage                                          | Bezeichnung              | Beschreibung | ID       | Bild           |
| --------------------------------------------- | ------------------------ | --- | -------- | -------------- |
| B 217, km 26.744 52° 11′ 19″ N, 9° 31′ 44″ O  | Meilenstein              | Der bereits 1780 als „3te Meilen-Säule“ bei Altenhagen erwähnte Meilenstein an der B 217 bei Sedemünder ist ein kurhannoverscher Ganzmeilenstein an der einstigen Hamelner Chaussee. Er stand in den 1980er Jahren an der Bundesstraße an anderer Stelle bei Steinkrug, B 217, km 19,725.                                     | 28818410 | Weitere Bilder |
| B 217 52° 10′ 43″ N, 9° 31′ 20″ O             | Meilenstein              | Es ist ein Obelisk, der sich nach oben etwas verjüngt. Er besteht aus Sandstein. Die Inschriften lauten: „Von Hannover 4 Meilen“ und „Bis Hameln 2 Meilen“. | 28819959 |                |
| Zum Nesselberg 52° 10′ 12″ N, 9° 31′ 5″ O     | Denkmal                  | Das Denkmal wurde anlässlich des 100. Jahrestags der Völkerschlacht aufgestellt. | 28820024 |                |
| Zum Nesselberg 52° 10′ 12″ N, 9° 31′ 5″ O     | Baum                     | Die Eiche bildet mit dem Denkmal eine Einheit | 28819794 |                |
| Zum Nesselberg 11 52° 10′ 15″ N, 9° 30′ 54″ O | Kirche                   | Die evangelische Kirche St. Vinzenz von Saragossa wurde 1556 das erste Mal erwähnt. Im Dreißigjährigen Krieg wurde die Kirche zerstört und 1844 wieder aufgebaut. Es ist ein Saalbau. Im Inneren ist die Ausstattung im Wesentlichen aus der Bauzeit. Der Taufstein stammt aus dem Jahr 1649, die Orgel aus der Zeit um 1845. | 28820040 |                |
| Zum Nesselberg 14 52° 10′ 14″ N, 9° 30′ 51″ O | Wohn-/Wirtschaftsgebäude | Das Fachwerkhaus ist ein Vierständerhaus, es ist datiert 1753. | 28820070 |                |
| Zum Nesselberg 16 52° 10′ 14″ N, 9° 30′ 53″ O | Schmiede                 | Es ist ein eingeschossiger Bau. | 28823095 |                |
| Zum Nesselberg 28 52° 10′ 11″ N, 9° 31′ 6″ O  | Pfarrhaus                | Das Pfarrhaus wurde 1825 erbaut und um 1880 um 6 Gefache erweitert. | 28820085 |                |
| Zur Allerhaube 1 52° 10′ 13″ N, 9° 30′ 52″ O  | Wohnhaus                 | Das Wohnhaus ist um 1900 entstanden. Es ist ein zweigeschossiges Haus aus Ziegel. | 28820100 |                |
| Zur Allerhaube 1 52° 10′ 13″ N, 9° 30′ 50″ O  | Speicher                 | | 28820115 |                |
| Zur Morgenruhe 52° 10′ 6″ N, 9° 31′ 37″ O     | Gedenkstätte             | Der Obelisk ist Altenhagens Gefallenen im Ersten Weltkrieg gewidmet. Die Tafeln an der Mauer denen des Zweiten Weltkrieges. | 28820130 |                |

## Alvesrode

### Gruppe: Hofanlage Alte Rodenbeeke 4
Die Gruppe „Hofanlage Alte Rodenbeeke 4“ hat die ID 28823558.

| Lage                                         | Bezeichnung        | Beschreibung                                                                       | ID       | Bild |
| -------------------------------------------- | ------------------ | ---------------------------------------------------------------------------------- | -------- | ---- |
| Alte Rodenbeeke 4 52° 12′ 9″ N, 9° 36′ 11″ O | Wirtschaftsgebäude |                                                                                    | 28820160 |      |
| Alte Rodenbeeke 4 52° 12′ 8″ N, 9° 36′ 11″ O | Wohnhaus           | Das Wohnhaus des Hofs ist ein zweistöckiger Wandständerbau mit einem Halbwalmdach. | 28820145 |      |

### Gruppe: Hofanlage Im Winkel 14
Die Gruppe „Hofanlage Im Winkel 14“ hat die ID 28823567.

| Lage                                    | Bezeichnung              | Beschreibung                                                                                                | ID       | Bild |
| --------------------------------------- | ------------------------ | --- | -------- | ---- |
| Im Winkel 14 52° 12′ 9″ N, 9° 35′ 58″ O | Wohn-/Wirtschaftsgebäude | Ensemble aus Hallenhaus aus 1. Hälfte des 18. Jhs., Längsdurchfahrtsscheune, Nebengebäude und der Kastanie. | 28820190 |      |
| Im Winkel 14 52° 12′ 8″ N, 9° 35′ 58″ O | Wirtschaftsgebäude       | | 28820205 |      |
| Im Winkel 14 52° 12′ 8″ N, 9° 35′ 59″ O | Remise                   | | 28820220 |      |

### Einzelbaudenkmale
| Lage                                      | Bezeichnung              | Beschreibung | ID       | Bild |
| ----------------------------------------- | ------------------------ | --- | -------- | ---- |
| Hallerstraße 4 52° 12′ 6″ N, 9° 36′ 3″ O  | Wohnhaus                 | Das Haus ist ein zweigeschossiges Fachwerkhaus. An der Rückseite fließt die Mühlenhaller.                                                  | 28820175 |      |
| Vor der Höhe 5 52° 12′ 6″ N, 9° 35′ 55″ O | Wohn-/Wirtschaftsgebäude | Eines der wenigen unverändert erhaltenen Hallenhäuser aus der Zeit um 1800. Die Inschrift am Türbalken des Wohnhauses nennt das Jahr 1791. | 28820235 |      |
| Zum Saupark 12 52° 12′ 8″ N, 9° 36′ 6″ O  | Kapelle                  | Die ehemalige Kapelle stammt aus dem Jahre 1839.                                                                                           | 28820264 |      |
| Zum Saupark 14 52° 12′ 7″ N, 9° 36′ 5″ O  | Wohn-/Wirtschaftsgebäude | Das Gebäude im Ortsmittelpunkt wurde um 1840 errichtet.                                                                                    | 28820300 |      |

## Bennigsen

### Gruppe: Kirchen- und Gutsanlage Bennigsen
Die Gruppe „Kirchen- und Gutsanlage Bennigsen“ hat die ID 31078124. Der Gutshof befindet sich in Privatbesitz und ist öffentlich nicht zugänglich.

| Lage                                      | Bezeichnung              | Beschreibung | ID       | Bild           |
| ----------------------------------------- | ------------------------ | --- | -------- | -------------- |
| Am Gut 52° 14′ 15″ N, 9° 40′ 9″ O         | Kirche St. Martin        | Die durch Eduard Wendebourg an Stelle der 1905 nach Blitzschlag abgebrannten Vorgängerin gebaute, 1907 geweihte Kirche ist die dritte an dieser Stelle. Das Patronat übt die Familie von Bennigsen aus. Die Gebäudelänge beträgt 32,1 m, die Turmhöhe 48,2 m.                                                 | 28820315 | Weitere Bilder |
| Am Gut 52° 14′ 15″ N, 9° 40′ 8″ O         | Kirchhof                 | | 28820332 |                |
| Am Gut 6 52° 14′ 14″ N, 9° 40′ 7″ O       | Durchfahrtscheune        | Sandsteinbau | 28820347 |                |
| Am Gut 6 52° 14′ 11″ N, 9° 40′ 7″ O       | Brücke                   | Parkbrücke mit Sandsteinportal | 28820364 | BW             |
| Am Gut 6 52° 14′ 14″ N, 9° 40′ 11″ O      | Wohn-/Wirtschaftsgebäude | Schafmeisterwohnung | 28820383 |                |
| Am Gut 6 52° 14′ 14″ N, 9° 40′ 9″ O       | Wirtschaftsgebäude       | Remise | 28820400 | BW             |
| Am Gut 6 52° 14′ 15″ N, 9° 40′ 7″ O       | Schmiede                 | | 28820434 |                |
| Am Gut 6 52° 14′ 11″ N, 9° 40′ 8″ O       | Wassergraben             | | 28820458 | BW             |
| Am Gut 6 52° 14′ 10″ N, 9° 40′ 2″ O       | Park                     | | 28820473 |                |
| Am Gut 6 52° 14′ 12″ N, 9° 40′ 8″ O       | Brücke                   | Hofbrücke | 28823262 | BW             |
| Am Gut 6 52° 14′ 14″ N, 9° 40′ 12″ O      | Hofmeyerwohnung          | | 48579465 |                |
| Am Gut 6 52° 14′ 13″ N, 9° 40′ 11″ O      | Ehem. Schafstall         | | 48579494 |                |
| Am Gut 6 52° 14′ 13″ N, 9° 40′ 8″ O       | Stall                    | Pferde- und Kuhstall | 48579515 |                |
| Am Gut 6 52° 14′ 14″ N, 9° 40′ 5″ O       | Durchfahrtscheune        | Ziegelbau | 48579705 |                |
| Am Gut 6 52° 14′ 10″ N, 9° 40′ 8″ O       | Wohn-/Wirtschaftsgebäude | Westflügel | 48784614 | BW             |
| Am Gut 8 52° 14′ 11″ N, 9° 40′ 9″ O       | Herrenhaus               | 1311 als Wasserschloss erbauter und bis ins 19. Jahrhundert ergänzter Sitz derer von Bennigsen. Nach 1990 wurden ein Saal aus dem 17. Jahrhundert und eine Scheune aus dem 18. für Konzertveranstaltungen hergerichtet. Der historische Park mit seltenen Bäumen ist 4,5 ha groß und steht unter Naturschutz. | 28823147 |                |
| Am Gut 8 52° 14′ 11″ N, 9° 40′ 8″ O       | Brunnen                  | | 28823284 | BW             |
| Am Gut 12 52° 14′ 11″ N, 9° 40′ 13″ O     | Wassermühle              | Die Wassermühle gehörte zum Gut. Von der 1428 erwähnten Mühle ist nur die Wassermauer aus Bruchstein erhalten. Die übrigen Bauwerksteile stammen aus der Mitte des 19. Jhdts. | 28820503 |                |
| Am Gut 14 52° 14′ 11″ N, 9° 40′ 14″ O     | Wohn-/Wirtschaftsgebäude | Das Haus ist der wahrscheinlich älteste Vierständerbau Bennigsens. | 28820525 |                |
| Meierhofweg 2 52° 14′ 11″ N, 9° 39′ 54″ O | Kriegerdenkmal           | Gefallenendenkmal 1866–1949 | 28820671 |                |

### Gruppe: Friedhof Hüpeder Straße
Die Gruppe „Friedhof Hüpeder Straße“ hat die ID 28823587.

| Lage                                       | Bezeichnung | Beschreibung | ID       | Bild |
| ------------------------------------------ | ----------- | ------------ | -------- | ---- |
| Hüpeder Straße 52° 14′ 27″ N, 9° 40′ 36″ O | Friedhof    |              | 28820639 |      |

### Einzelbaudenkmale
| Lage                                                | Bezeichnung              | Beschreibung | ID       | Bild           |
| --------------------------------------------------- | ------------------------ | --- | -------- | -------------- |
| Am Gut 11 52° 14′ 16″ N, 9° 40′ 8″ O                | Pfarrhaus                | Hier befindet sich heute ein Kindergarten. | 28820488 |                |
| Am Gut 17 52° 14′ 16″ N, 9° 40′ 10″ O               | Wohn-/Wirtschaftsgebäude | | 28820542 |                |
| Hainhopenweg 3 52° 14′ 28″ N, 9° 40′ 22″ O          | Windmühle                | | 28820557 | Weitere Bilder |
| Hauptstraße/Schusterhöfe 52° 14′ 20″ N, 9° 40′ 4″ O | Ehrenmal                 | Ein 1878 von der Gemeinde Bennigsen errichteter Obelisk mit kreisrunder Umfassungsmauer dient als Denkmal für die Gefallenen und Kriegsteilnehmer der Kriege von 1866 und 1870/71. Auf Tafeln an der Mauer wurden später die Namen der im Ersten Weltkrieg gefallenen Bennigser ergänzt. | 28820624 |                |
| Hauptstraße 2 52° 14′ 23″ N, 9° 39′ 57″ O           | Villa                    | Das Haus entstand um das Jahr 1900. | 28820579 |                |
| Hauptstraße 5 52° 14′ 21″ N, 9° 39′ 57″ O           | Wohnhaus                 | Das Haus entstand um das Jahr 1900. | 28820594 |                |
| Hauptstraße 11 52° 14′ 20″ N, 9° 40′ 9″ O           | Wohnhaus                 | Um 1900 errichtetes Wohnhaus einer Hofanlage. Eingeschossiger verputzter Bruchsteinbau. | 28820609 |                |
| Schusterhöfe 2 52° 14′ 20″ N, 9° 40′ 4″ O           | Herrenhaus               | Das Herrenhaus Rittergut II eines früheren Halbmeierhofs wurde um 1680 erbaut, die Seitenflügel in der ersten Hälfte des 19. Jahrhunderts ergänzt. | 28820703 |                |

## Boitzum

### Gruppe: Hofanlage Am Thie 23
Die Gruppe „Hofanlage Am Thie 23“ hat die ID 28823597.

| Lage                                  | Bezeichnung | Beschreibung | ID       | Bild |
| ------------------------------------- | ----------- | ------------ | -------- | ---- |
| Am Thie 23 52° 9′ 0″ N, 9° 41′ 40″ O  | Wohnhaus    |              | 28820748 |      |
| Am Thie 23 52° 9′ 0″ N, 9° 41′ 38″ O  | Scheune     |              | 28820765 | BW   |
| Am Thie 23 52° 8′ 59″ N, 9° 41′ 39″ O | Mauer       |              | 28820782 | BW   |

### Einzelbaudenkmale
| Lage                               | Bezeichnung | Beschreibung                            | ID       | Bild |
| ---------------------------------- | ----------- | --------------------------------------- | -------- | ---- |
| Am Thie 52° 8′ 59″ N, 9° 41′ 36″ O | Kapelle     | Die Kapelle wurde im Jahre 1748 erbaut. | 28820718 |      |

## Eldagsen

### Gruppe: Paterhof
Die Gruppe „Paterhof“ hat die ID 28823607.

| Lage                                      | Bezeichnung              | Beschreibung | ID       | Bild |
| ----------------------------------------- | ------------------------ | --- | -------- | ---- |
| Am Wöhlbach 1 52° 10′ 13″ N, 9° 39′ 50″ O | Herrenhaus               | Eines der drei Güter in Eldagsen. Der Paterhof gehörte wahrscheinlich zum Kloster Marienrode in Neuhof/Hildesheimer Wald/Marienrode bei Hildesheim. Im Dreißigjährigen Krieg wurde das Gut zerstört. Das Wohnhaus wurde in der ersten Hälfte des 18. Jahrhunderts erbaut, die anderen Gebäude entstanden im 19. Jahrhundert. | 28820831 |      |
| Am Wöhlbach 1 52° 10′ 14″ N, 9° 39′ 47″ O | Wirtschaftsgebäude       | | 28820884 |      |
| Am Wöhlbach 1 52° 10′ 13″ N, 9° 39′ 48″ O | Speicher                 | | 28820848 |      |
| Am Wöhlbach 1 52° 10′ 14″ N, 9° 39′ 51″ O | Wohn-/Wirtschaftsgebäude | | 28820867 | BW   |

### Gruppe: Hofanlage Pfarrstraße 15
Die Gruppe „Hofanlage Pfarrstraße 15“ hat die ID 28823667.

| Lage                                       | Bezeichnung        | Beschreibung                                                                                            | ID       | Bild |
| ------------------------------------------ | ------------------ | --- | -------- | ---- |
| Pfarrstraße 15 52° 10′ 15″ N, 9° 39′ 43″ O | Wohnhaus           | Hofanlage aus der 2. Hälfte des 18. Jhs. Der Wirtschaftshof war einst allseitig von Gebäuden umstanden. | 28821487 |      |
| Pfarrstraße 15 52° 10′ 14″ N, 9° 39′ 43″ O | Wirtschaftsgebäude | | 28821501 | BW   |

### Gruppe: Friedhof Kirchhofstraße
Die Gruppe „Friedhof Kirchhofstraße“ hat die ID 28823616.

| Lage                                      | Bezeichnung | Beschreibung | ID       | Bild |
| ----------------------------------------- | ----------- | ------------ | -------- | ---- |
| Kirchhofstraße 52° 10′ 7″ N, 9° 39′ 38″ O | Kapelle     |              | 28821029 |      |
| Kirchhofstraße 52° 10′ 7″ N, 9° 39′ 44″ O | Friedhof    |              | 28821043 |      |

### Gruppe: Hofanlage Lange Straße 107
Die Gruppe „Hofanlage Lange Straße 107“ hat die ID 28823635.

| Lage                                         | Bezeichnung | Beschreibung | ID       | Bild |
| -------------------------------------------- | ----------- | ------------ | -------- | ---- |
| Lange Straße 107 52° 10′ 16″ N, 9° 39′ 59″ O | Wohnhaus    |              | 28821222 |      |
| Lange Straße 107 52° 10′ 17″ N, 9° 39′ 58″ O | Stall       |              | 28821237 | BW   |

### Gruppe: Kirchenanlage Marktplatz 2
Die Gruppe „Kirchenanlage Marktplatz 2“ hat die ID 28823889.

| Lage                                     | Bezeichnung | Beschreibung | ID       | Bild           |
| ---------------------------------------- | ----------- | --- | -------- | -------------- |
| Marktplatz 2 52° 10′ 15″ N, 9° 39′ 36″ O | Kirche      | Der Ursprung der Kirche geht auf das Jahr 1180 zurück. Die Kirche brannte 1626 ab. Der Turm wurde von 1663 bis 1673 wieder aufgebaut. Ab 1704 wurde der Saalbau errichtet. | 28821328 |                |
| Marktplatz 2 52° 10′ 15″ N, 9° 39′ 37″ O | Kirchhof    | | 28819757 |                |
| Marktplatz 2 52° 10′ 14″ N, 9° 39′ 35″ O | Kreuzstein  | | 28821345 | Weitere Bilder |

### Gruppe: Nonnenmühle
Die Gruppe „Nonnenmühle“ hat die ID 28823644.

| Lage                                      | Bezeichnung  | Beschreibung                                                                        | ID       | Bild |
| ----------------------------------------- | ------------ | ----------------------------------------------------------------------------------- | -------- | ---- |
| Nonnenmühle 1 52° 10′ 24″ N, 9° 40′ 48″ O | Wassermühle  | Wassermühle mit Gebäuden und Wasserläufen am Neuen Gehlenbach östlich von Eldagsen. | 28821392 |      |
| Nonnenmühle 1 52° 10′ 24″ N, 9° 40′ 49″ O | Stall        |                                                                                     | 28821410 | BW   |
| Nonnenmühle 1 52° 10′ 24″ N, 9° 40′ 50″ O | Scheune      |                                                                                     | 28823210 | BW   |
| Nonnenmühle 1 52° 10′ 23″ N, 9° 40′ 52″ O | Mühlengraben |                                                                                     | 28819726 | BW   |
| Nonnenmühle 1 52° 10′ 25″ N, 9° 40′ 52″ O | Brücke       |                                                                                     | 28823245 | BW   |
| Nonnenmühle 1 52° 10′ 23″ N, 9° 40′ 48″ O | Wehr         |                                                                                     | 28823227 | BW   |

### Gruppe: Gutsanlage Obergutstraße 2
Die Gruppe „Gutsanlage Obergutstraße 2“ hat die ID 28823657.

| Lage                                       | Bezeichnung  | Beschreibung | ID       | Bild           |
| ------------------------------------------ | ------------ | ------------ | -------- | -------------- |
| Obergutstraße 2 52° 10′ 21″ N, 9° 39′ 7″ O | Herrenhaus   |              | 28821427 | Weitere Bilder |
| Obergutstraße 2 52° 10′ 21″ N, 9° 39′ 4″ O | Nebengebäude |              | 28821441 | BW             |
| Obergutstraße 2 52° 10′ 20″ N, 9° 39′ 7″ O | Brücke       |              | 28821455 |                |

### Einzelbaudenkmale
| Lage                                                | Bezeichnung              | Beschreibung | ID       | Bild           |
| --------------------------------------------------- | ------------------------ | --- | -------- | -------------- |
| Am Gehlenbach 14 52° 10′ 19″ N, 9° 39′ 8″ O         | Scheune                  | Längsdurchfahrtsscheune aus Bruchsteinmauerwerk. | 28820799 |                |
| Am Wöhlbach 9a 52° 10′ 13″ N, 9° 39′ 42″ O          | Schule                   | Die ehemalige Schule entstand im Jahre 1821. | 28823164 |                |
| Am Wöhlbach 9b, c, d, e 52° 10′ 12″ N, 9° 39′ 41″ O | Schule                   | | 28820982 |                |
| Am Wöhlbach 13 52° 10′ 12″ N, 9° 39′ 37″ O          | Wohn-/Wirtschaftsgebäude | Das Unteres Pfarrhaus ist ein Wandständerbau auf hohem Untergeschoss. Es ist eines der ältesten Bauwerke Eldagsens. Im Jahre 1779 wurde es renoviert. | 28820999 |                |
| Knickstraße 52° 10′ 19″ N, 9° 39′ 19″ O             | Jüdischer Friedhof       | Der Friedhof wurde von 1753 bis 1937 belegt. | 28821057 |                |
| Lange Straße 38 52° 10′ 16″ N, 9° 39′ 24″ O         | Wohnhaus                 | | 28821112 |                |
| Lange Straße 62 52° 10′ 16″ N, 9° 39′ 35″ O         | Rathaus                  | | 28821127 |                |
| Lange Straße 63 52° 10′ 17″ N, 9° 39′ 36″ O         | Denkmal                  | Das Ehrenmal (zur Preußenzeit auf Privatgrund errichtet) erinnert an die Schlacht bei Langensalza im Jahre 1866.                                      | 28821097 | Weitere Bilder |
| Lange Straße 90 52° 10′ 16″ N, 9° 39′ 49″ O         | Synagoge                 | | 28821158 |                |
| Lange Straße 92 52° 10′ 16″ N, 9° 39′ 50″ O         | Wohn-/Wirtschaftsgebäude | | 28821177 |                |
| Lange Straße 96 52° 10′ 15″ N, 9° 39′ 51″ O         | Wohnhaus                 | | 28821207 |                |
| Lange Straße 110 52° 10′ 15″ N, 9° 39′ 57″ O        | Wohnhaus                 | | 28821252 |                |
| Lange Straße 125 52° 10′ 17″ N, 9° 40′ 5″ O         | Wohnhaus                 | | 28821283 |                |
| Lange Straße 142 52° 10′ 17″ N, 9° 40′ 8″ O         | Wohnhaus                 | | 28821298 |                |
| Marktstraße 1 52° 10′ 16″ N, 9° 39′ 33″ O           | Verwaltungsgebäude       | | 28821144 |                |
| Marktplatz 1 52° 10′ 14″ N, 9° 39′ 38″ O            | Pfarrhaus                | Das heutige Pfarrhaus wurde im Jahre 1816 an Stelle des Vorgängerbaues aus dem Jahre 1642 erbaut. Es ist ein zweigeschossiges Haus mit sieben Achsen. | 28821313 |                |
| Marktstraße 6 52° 10′ 14″ N, 9° 39′ 32″ O           | Wohnhaus                 | | 28821377 |                |
| Pfarrstraße 1 52° 10′ 16″ N, 9° 39′ 48″ O           | Wohnhaus                 | Zweigeschossiger Wandständerbau erbaut um 1800. Straßenseite mit waagerechter Bretterverschalung.                                                     | 28821472 |                |
| Schützenplatz 52° 10′ 15″ N, 9° 39′ 3″ O            | Kriegerdenkmal           | | 28821515 |                |
| L 422, km 5,400 52° 8′ 39″ N, 9° 35′ 44″ O          | Grenzstein               | | 31311408 | BW             |

## Gestorf

### Gruppe: Gutsanlage Hannoversche Straße 32
Die Gruppe „Gutsanlage Hannoversche Straße 32“ hat die ID 28823676.

| Lage                                               | Bezeichnung        | Beschreibung | ID       | Bild           |
| -------------------------------------------------- | ------------------ | ------------ | -------- | -------------- |
| Hannoversche Straße 30 52° 13′ 0″ N, 9° 42′ 20″ O  | Wohnhaus           |              | 28821565 | Weitere Bilder |
| Hannoversche Straße 32 52° 13′ 3″ N, 9° 42′ 20″ O  | Wirtschaftsgebäude |              | 28821597 |                |
| Hannoversche Straße 32 52° 13′ 2″ N, 9° 42′ 17″ O  | Scheune            |              | 28821582 |                |
| Hannoversche Straße 32 52° 13′ 0″ N, 9° 42′ 14″ O  | Park               |              | 28821612 | BW             |
| Hannoversche Straße 32 52° 12′ 57″ N, 9° 42′ 25″ O | Mauer              |              | 28821626 |                |

### Gruppe: Gutsanlage Hannoversche Str. 42, 44
Die Gruppe „Gutsanlage Hannoversche Str. 42, 44“ hat die ID 28823686.

| Lage                                                   | Bezeichnung        | Beschreibung | ID       | Bild           |
| ------------------------------------------------------ | ------------------ | --- | -------- | -------------- |
| Hannoversche Straße 42 + 44 52° 13′ 6″ N, 9° 42′ 31″ O | Herrenhaus         | Das Gut III entstand wohl als Zusammenlegung mehrerer Vollmeierhöfe. Herrenhaus errichtet um 1800, aufgestockt 1860. | 28821640 | Weitere Bilder |
| Hannoversche Straße 42 + 44 52° 13′ 7″ N, 9° 42′ 32″ O | Wirtschaftsgebäude | Das Gut III entstand wohl als Zusammenlegung mehrerer Vollmeierhöfe.                                                 | 28821656 |                |
| Hannoversche Straße 42 + 44 52° 13′ 6″ N, 9° 42′ 33″ O | Scheune            | | 28821701 |                |
| Hannoversche Straße 42 + 44 52° 13′ 4″ N, 9° 42′ 34″ O | Park               | | 28821715 | BW             |

### Gruppe: Kirchhof und Ortskern
Die Gruppe „Kirchhof und Ortskern“ hat die ID 28823696.

| Lage                                        | Bezeichnung              | Beschreibung | ID       | Bild |
| ------------------------------------------- | ------------------------ | --- | -------- | ---- |
| In der Welle 52° 12′ 54″ N, 9° 42′ 18″ O    | Kirche                   | Der Turm der Kirche wurde im 14. Jahrhundert auf dem Chor des Vorgängerbaues errichtet. Im Jahre 1772 wurde die Kirche erweitert. | 28821772 |      |
| In der Welle 52° 12′ 54″ N, 9° 42′ 17″ O    | Kriegerdenkmal           | Denkmal 1860, 1870/71, 1914/18 | 28821816 |      |
| In der Welle 52° 12′ 54″ N, 9° 42′ 18″ O    | Kirchhof                 | | 28821788 | BW   |
| In der Welle 3 52° 12′ 52″ N, 9° 42′ 19″ O  | Wohn-/Wirtschaftsgebäude | | 28821832 |      |
| In der Welle 4 52° 12′ 54″ N, 9° 42′ 19″ O  | Pfarrhaus                | | 28821848 |      |
| In der Welle 5 52° 12′ 52″ N, 9° 42′ 18″ O  | Wohnhaus                 | | 28821864 |      |
| In der Welle 7 52° 12′ 53″ N, 9° 42′ 17″ O  | Schule                   | Der Entwurf des Hauses wird Conrad Wilhelm Hase zugeschrieben. Erbaut wurde das Schulgebäude 1863.                                | 28821894 |      |
| In der Welle 7a 52° 12′ 53″ N, 9° 42′ 16″ O | Wohn-/Wirtschaftsgebäude | Alt-Alt-Schule | 28821878 |      |
| Im Baumhof 2 52° 12′ 52″ N, 9° 42′ 17″ O    | Scheune                  | Der Hof mit Wohnhaus und Scheune wurde um 1820 erbaut.                                                                            | 28821743 |      |
| Im Baumhof 2 52° 12′ 53″ N, 9° 42′ 15″ O    | Wohn-/Wirtschaftsgebäude | | 28821729 |      |

### Gruppe: Gutsanlage In der Welle 9, 11
Die Gruppe „Gutsanlage In der Welle 9, 11“ hat die ID 31019327.

| Lage                                        | Bezeichnung | Beschreibung | ID       | Bild |
| ------------------------------------------- | ----------- | ------------ | -------- | ---- |
| In der Welle 11 52° 12′ 54″ N, 9° 42′ 11″ O | Herrenhaus  |              | 28821923 |      |
| In der Welle 11 52° 12′ 55″ N, 9° 42′ 12″ O | Scheune     |              | 28821937 |      |

### Einzelbaudenkmale
| Lage                                              | Bezeichnung        | Beschreibung | ID       | Bild |
| ------------------------------------------------- | ------------------ | --- | -------- | ---- |
| B 3, Kilometer 18,330 52° 12′ 27″ N, 9° 44′ 48″ O | Brücke             | Die Brücke der Bundesstraße 3 geht über die Gestorfer Beeke. Sie wurde 1768 aus Sandstein erbaut. Der bergseitige Schlussstein ist mit einem königlichen Monogramm verziert. Die Inschrift im Schlussstein lautet: Kön. Wegebau 1768. | 28821530 |      |
| Gografenwinkel 1 52° 12′ 51″ N, 9° 42′ 1″ O       | Wohnhaus           | Das Wohnhaus ist fast ein kubischer Baukörper und wirkt in den Proportionen daher etwas merkwürdig. | 28821550 |      |
| Im Kloster 5 52° 12′ 58″ N, 9° 41′ 58″ O          | Wohnhaus           | Doppelwohnhaus mit zwei traufseitigen Eingängen. | 28821757 |      |
| Neustadtstraße 31 52° 12′ 55″ N, 9° 42′ 26″ O     | Volksschule        | Das Gebäude der heutigen Grundschule Gestorf wurde im Jahr 1901 als Volksschulgebäude erbaut. | 28821980 |      |
| Völksener Straße 52° 12′ 53″ N, 9° 41′ 29″ O      | Jüdischer Friedhof | Der Friedhof liegt außerhalb der Ortschaft an der Straße nach Völksen. Die erste Belegung des Friedhofes fand im Jahre 1783 statt. | 28821995 |      |

## Holtensen

### Gruppe: Kirchenanlage Dorfstraße
Die Gruppe „Kirchenanlage Dorfstraße“ hat die ID 28823725.

| Lage                                     | Bezeichnung | Beschreibung                               | ID       | Bild |
| ---------------------------------------- | ----------- | ------------------------------------------ | -------- | ---- |
| Dorfstraße 31 52° 9′ 31″ N, 9° 40′ 27″ O | Kirche      | Die Kirche wurde von 1803 bis 1804 erbaut. | 28822013 |      |
| Dorfstraße 33 52° 9′ 31″ N, 9° 40′ 29″ O | Pfarrhaus   |                                            | 28822075 | BW   |
| Dorfstraße 31 52° 9′ 31″ N, 9° 40′ 28″ O | Kirchhof    |                                            | 28822029 | BW   |

### Einzelbaudenkmale
| Lage                                          | Bezeichnung              | Beschreibung                                                       | ID       | Bild           |
| --------------------------------------------- | ------------------------ | ------------------------------------------------------------------ | -------- | -------------- |
| Freimannstraße 2 52° 9′ 29″ N, 9° 40′ 25″ O   | Wohn-/Wirtschaftsgebäude | Haupthaus einer Hofanlage                                          | 28822090 | BW             |
| Kohlenbergstraße 8 52° 9′ 27″ N, 9° 40′ 17″ O | Wohn-/Wirtschaftsgebäude | Der eingeschossige langgestreckte Wandständerbau entstand um 1830. | 28822105 | BW             |
| Kreisstraße 24 52° 9′ 25″ N, 9° 40′ 11″ O     | Scheune                  |                                                                    | 28822120 | BW             |
| Pionierstraße 52° 8′ 31″ N, 9° 38′ 5″ O       | „Steinernes Herz“        | Gedenkstein                                                        | 28823066 | Weitere Bilder |

## Lüdersen

### Gruppe: Kirchenanlage Am Wehrturm 11
Die Gruppe „Kirchenanlage Am Wehrturm 11“ hat die ID 28823734.

| Lage                                           | Bezeichnung | Beschreibung | ID       | Bild           |
| ---------------------------------------------- | ----------- | --- | -------- | -------------- |
| Am Wehrturm 11 52° 15′ 12″ N, 9° 40′ 19″ O     | Pfarrkirche | Die evangelische Kirche St. Marien wurde in der ersten Hälfte des 13. Jahrhunderts erbaut. Der Westturm stammt aus der Zeit Ende des 12. Jahrhunderts. 1871 bis 1872 wurde die Kirche nach Plänen von C. W. Hase renoviert. Im Inneren ein Altaraufsatz nach Plänen von C. W. Hase. Die Sakramentsnische wurde um 1500 erstellt. Der Taufengel stammt aus der ersten Hälfte des 18. Jahrhunderts. | 28822150 | Weitere Bilder |
| Am Wehrturm 11, 13 52° 15′ 12″ N, 9° 40′ 19″ O | Kirchhof    | | 28822166 |                |

### Gruppe: Hofanlage Hiddestorfer Straße 8
Die Gruppe „Hofanlage Hiddestorfer Straße 8“ hat die ID 28823743.

| Lage                                             | Bezeichnung        | Beschreibung                                                                | ID       | Bild |
| ------------------------------------------------ | ------------------ | --------------------------------------------------------------------------- | -------- | ---- |
| Hiddestorfer Straße 8 52° 15′ 7″ N, 9° 40′ 29″ O | Wohnhaus           | Alle Gebäude der Hofanlage hinter Ziegelmauer wurden aus Ziegeln errichtet. | 28822209 |      |
| Hiddestorfer Straße 8 52° 15′ 6″ N, 9° 40′ 30″ O | Wirtschaftsgebäude |                                                                             | 28822237 |      |
| Hiddestorfer Straße 8 52° 15′ 5″ N, 9° 40′ 29″ O | Scheune            |                                                                             | 28822223 |      |

### Gruppe: Bunkeranlage, Holzweg
Die Gruppe „Bunkeranlage, Holzweg“ hat die ID 28823943.

| Lage                                  | Bezeichnung    | Beschreibung | ID       | Bild           |
| ------------------------------------- | -------------- | --- | -------- | -------------- |
| Holzweg 11 52° 15′ 4″ N, 9° 39′ 51″ O | Bunker         | Der Atombunker Lüdersen wurde laut einer Inschrift um 1966 erbaut. Der Bunker besteht aus etwa 3 Meter starken Stahlbetonmauern. Die Versorgungseinrichtungen und die Wehrtechnik sind weitgehend erhalten geblieben.          | 28823473 | Weitere Bilder |
| Holzweg 11 52° 15′ 2″ N, 9° 39′ 57″ O | Militärgebäude | Das Gebäude ist ein eingeschossiger Ziegelbau mit einem Satteldach. Erbaut wurde es in der ersten Hälfte der 1960er Jahre. Es diente als Dienstgebäude der untertägig untergebrachten Grundnetzschalt- und Vermittlungsstelle. | 28823495 |                |

### Einzelbaudenkmale
| Lage                                              | Bezeichnung              | Beschreibung                                                                                | ID       | Bild |
| ------------------------------------------------- | ------------------------ | ------------------------------------------------------------------------------------------- | -------- | ---- |
| Am Wehrturm 14 52° 15′ 13″ N, 9° 40′ 19″ O        | Wohn-/Wirtschaftsgebäude | Das Hallenhaus auf Sandsteinsockel wurde Mitte des 19. Jahrhunderts errichtet.              | 28822135 |      |
| Hiddestorfer Straße 11 52° 15′ 8″ N, 9° 40′ 26″ O | Wohn-/Wirtschaftsgebäude | Vierständer-Haupthaus und Längsdurchfahrtsscheune einer Hofanlage wurden um 1800 errichtet. | 28822251 |      |

## Mittelrode

### Gruppe: Hallermühle
Die Gruppe „Hallermühle“ hat die ID 28823762.

| Lage                                            | Bezeichnung        | Beschreibung | ID       | Bild |
| ----------------------------------------------- | ------------------ | --- | -------- | ---- |
| Zur Hallermühle 28 52° 11′ 58″ N, 9° 38′ 50″ O  | Wassermühle        | Die Hallermühle gehörte früher zum Gut derer von Jeinsen (Gut I) in Gestorf. Das Baujahr ist unbekannt, erwähnt wird die Mühle das erste Mal 1766. Das heutige Wohnhaus wurde 1860 erbaut. | 28822440 |      |
| Zur Hallermühle 28 52° 11′ 59″ N, 9° 38′ 50″ O  | Wirtschaftsgebäude | | 28822479 | BW   |
| Zur Hallermühle 28 52° 11′ 58″ N, 9° 38′ 52″ O  | Brücke             | Brücke über Wasserlauf Haller | 28822497 | BW   |
| Zur Hallermühle 28 52° 11′ 59″ N, 9° 38′ 51″ O  | Fließgewässer      | Haller Mühlengraben | 28822514 | BW   |
| Zur Hallermühle 28a 52° 11′ 58″ N, 9° 38′ 49″ O | Backhaus           | Ehemaliges Backhaus | 28822462 | BW   |

### Gruppe: Gutsanlage Rittergut Bockerode
Die Gruppe „Gutsanlage Rittergut Bockerode“ hat die ID 28823752. Das Gut liegt südöstlich des Ortes. Es wurde erstmals um das Jahr 1500 erwähnt. Das heute älteste Haus ist das Herrenhaus aus dem Jahr 1736. Das Herrenhaus ist ein zweigeschossiges, sechsachsiges Haus mit einem Krüppelwalmdach. Auf dem Gut steht noch ein neues Herrenhaus aus dem Jahr 1868.

| Lage                                       | Bezeichnung              | Beschreibung                          | ID       | Bild |
| ------------------------------------------ | ------------------------ | ------------------------------------- | -------- | ---- |
| Gut Bockerode 2 52° 12′ 4″ N, 9° 40′ 1″ O  | Wohn-/Wirtschaftsgebäude | Stall                                 | 28822381 |      |
| Gut Bockerode 2 52° 12′ 3″ N, 9° 40′ 1″ O  | Stall                    | Wohn-/Wirtschaftsgebäude              | 28822312 |      |
| Gut Bockerode 52° 12′ 3″ N, 9° 40′ 2″ O    | Toranlage                |                                       | 28822328 |      |
| Gut Bockerode 52° 12′ 3″ N, 9° 40′ 2″ O    | Scheune                  |                                       | 28822367 |      |
| Gut Bockerode 3 52° 12′ 3″ N, 9° 39′ 57″ O | Villa                    | Baujahr 1868. Ehemals Pächterwohnhaus | 28822344 |      |
| Gut Bockerode 4 52° 12′ 2″ N, 9° 39′ 54″ O | Herrenhaus               | Baujahr 1680 bis 1921                 | 28822296 |      |
| Gut Bockerode 52° 12′ 3″ N, 9° 39′ 54″ O   | Kutscherhaus             |                                       | 28822395 | BW   |

### Einzelbaudenkmale
| Lage                                        | Bezeichnung  | Beschreibung | ID       | Bild |
| ------------------------------------------- | ------------ | ------------ | -------- | ---- |
| Rodelandstraße 3 52° 12′ 20″ N, 9° 39′ 2″ O | Gedenkstätte |              | 28822425 |      |
| Zur Hallermühle 52° 12′ 13″ N, 9° 39′ 9″ O  | Brunnen      |              | 28823331 |      |

## Springe

### Gruppe: Jagdschloss F.A. Saupark
Die Gruppe „Jagdschloss F.A. Saupark“ hat die ID 28823784.

| Lage                                      | Bezeichnung | Beschreibung         | ID       | Bild |
| ----------------------------------------- | ----------- | -------------------- | -------- | ---- |
| Jagdschloss 2 52° 11′ 20″ N, 9° 34′ 27″ O | Wohnhaus    |                      | 28818301 |      |
| Jagdschloss 1 52° 11′ 20″ N, 9° 34′ 25″ O | Schloss     | Jagdschloss Springe  | 28819130 |      |
| Jagdschloss 3 52° 11′ 21″ N, 9° 34′ 23″ O | Wohnhaus    |                      | 28818283 |      |
| Jagdschloss 4 52° 11′ 20″ N, 9° 34′ 22″ O | Wohnhaus    |                      | 28818541 |      |
| Springe 52° 9′ 27″ N, 9° 35′ 44″ O        | Mauer       | Mauer um den Saupark | 48307492 |      |
| Kaiserallee 52° 11′ 33″ N, 9° 34′ 32″ O   | Allee       |                      | 28818317 |      |
| Kaiserallee 52° 12′ 36″ N, 9° 35′ 11″ O   | Brücke      |                      | 41995722 |      |

### Gruppe: Wohn- und Geschäftshäuser Am Markt
Die Gruppe „Wohn- und Geschäftshäuser Am Markt“ hat die ID 28823774.

| Lage                                             | Bezeichnung              | Beschreibung | ID       | Bild |
| ------------------------------------------------ | ------------------------ | --- | -------- | ---- |
| Am Markt 52° 12′ 31″ N, 9° 33′ 17″ O             | Brunnen                  | Der Brunnen wurde 1903 erbaut. Die Straße Am Markt ist erweitert, um hier einen Markt abhalten zu können. Heute ist die Straße Am Markt eine Fußgängerzone. Auf dem Brunnen befindet sich eine schmiedeeiserne Fassung. | 28817732 |      |
| Am Markt 1 52° 12′ 31″ N, 9° 33′ 18″ O           | Wohn-/Wirtschaftsgebäude | Das sogenannte Petersche Haus steht an der Ecke zur Burgstraße. Es ist eins der wenigen Häuser die den Dreißigjährigen Krieg und die Brände in den Jahren 1713 und 1780 überstanden haben. Erbaut wurde es wahrscheinlich im Jahre 1616 oder 1619. Das Haus ist ein dreigeschossiges Fachwerkhaus mit einer Utlucht an der Ecke zur Burgstraße, der Giebel geht zur Straße Am Markt. Die Füllhölzer sind reichlich verziert. | 28819035 |      |
| Am Markt 3 52° 12′ 31″ N, 9° 33′ 17″ O           | Wohn-/Geschäftshaus      | | 28817755 |      |
| Am Markt 9 52° 12′ 30″ N, 9° 33′ 16″ O           | Wohn-/Wirtschaftsgebäude | Das Fachwerkhaus mit einer Utlucht wurde 1738 errichtet. | 28817801 |      |
| Am Markt 11 52° 12′ 30″ N, 9° 33′ 15″ O          | Wohnhaus                 | | 28817816 |      |
| Am Markt 13 52° 12′ 30″ N, 9° 33′ 15″ O          | Wohn-/Geschäftshaus      | | 28817831 |      |
| Am Markt 14 52° 12′ 31″ N, 9° 33′ 14″ O          | Wohn-/Geschäftshaus      | Das Gebäude hat eine Utlucht an der Seite zur St.-Andreas-Straße. | 28817846 |      |
| Am Markt 15 52° 12′ 30″ N, 9° 33′ 14″ O          | Wohnhaus                 | | 28817868 |      |
| Am Markt 17 52° 12′ 30″ N, 9° 33′ 14″ O          | Wohnhaus                 | | 28817886 |      |
| Burgstraße 1 52° 12′ 31″ N, 9° 33′ 19″ O         | Wohn-/Wirtschaftsgebäude | | 28818088 |      |
| St.-Andreas-Straße 2 52° 12′ 29″ N, 9° 33′ 13″ O | Wohn-/Wirtschaftsgebäude | | 28818646 |      |
| St.-Andreas-Straße 4 52° 12′ 28″ N, 9° 33′ 14″ O | Wohn-/Wirtschaftsgebäude | | 28818661 |      |
| Zum Niederntor 26 52° 12′ 33″ N, 9° 33′ 20″ O    | Postamt                  | Altes Rathaus | 28818831 |      |
| Zum Oberntor 1 52° 12′ 30″ N, 9° 33′ 13″ O       | Rathaus                  | Der heutige Ratskeller wurde 1638 als Rathaus errichtet. Es ist ein zweigeschossiges Fachwerkhaus mit einem Satteldach. Das Rathaus war bis 1775 in dem Gebäude, die Verwaltung bis 1846. Durch den Umbau zur Gaststätte wurde das Haus in wesentlichen Teilen umgebaut. | 28818846 |      |
| Zum Oberntor 2 52° 12′ 31″ N, 9° 33′ 12″ O       | Amtsgebäude              | Das Amtsgericht wurde im Jahre 1775 erbaut, es ist ein zweigeschossiges Fachwerkhaus mit einem Walmdach. Das Kellergeschoss liegt sehr hoch. Die Seite zur Straße hat neun Achsen, die drei mittleren Achsen bilden einen Risalit, über dem Risalit befindet sich ein Dreiecksgiebel. | 28819114 |      |
| Zum Oberntor 2 52° 12′ 32″ N, 9° 33′ 12″ O       | Wohn-/Wirtschaftsgebäude | | 28818874 | BW   |

### Gruppe: Auf dem Burghof 1
Die Gruppe „Auf dem Burghof 1“ hat die ID 28823899.

| Lage                                          | Bezeichnung | Beschreibung | ID       | Bild |
| --------------------------------------------- | ----------- | --- | -------- | ---- |
| Auf dem Burghof 1 52° 12′ 25″ N, 9° 33′ 26″ O | Amtsgebäude | Burg Springe, ehemaliger Amtshof, seit 1884 Sitz der Kreisverwaltung Springe, seit 1974 Stadtverwaltung Springe.    | 28817944 |      |
| Auf dem Burghof 1 52° 12′ 27″ N, 9° 33′ 22″ O | Speicher    | Wirtschaftsgebäude der späteren Domäne auf dem ehemaligen Burghof der Burg Springe. Heute das Heimatmuseum Springe. | 28817965 |      |
| Auf dem Burghof 1 52° 12′ 27″ N, 9° 33′ 23″ O | Mauer       | | 28819195 |      |
| Auf dem Burghof 1 52° 12′ 26″ N, 9° 33′ 24″ O | Stall       | | 28819214 |      |

### Gruppe: Hinter der Burg 8, Hofanlage
Die Gruppe „Hinter der Burg 8, Hofanlage“ hat die ID 28823931.

| Lage                                          | Bezeichnung        | Beschreibung | ID       | Bild |
| --------------------------------------------- | ------------------ | ------------ | -------- | ---- |
| Hinter der Burg 8 52° 12′ 32″ N, 9° 33′ 30″ O | Wirtschaftsgebäude |              | 28819291 |      |
| Hinter der Burg 8 52° 12′ 32″ N, 9° 33′ 30″ O | Wohnhaus           |              | 28819079 |      |
| Hinter der Burg 8 52° 12′ 31″ N, 9° 33′ 29″ O | Stall              |              | 28819271 | BW   |

### Gruppe: Forstgehöft Mühlenbrink
Die Gruppe „Forstgehöft Mühlenbrink“ hat die ID 48195933.

| Lage                                              | Bezeichnung        | Beschreibung                                                                                            | ID       | Bild |
| ------------------------------------------------- | ------------------ | --- | -------- | ---- |
| Forsthaus Mühlenbrink 52° 10′ 32″ N, 9° 36′ 27″ O | Forsthaus          | Das Forsthaus Mühlenbrink ist ein Sandsteingebäude am östlichen Rand des Sauparks in Richtung Eldagsen. | 28818427 |      |
| Forsthaus Mühlenbrink 52° 10′ 32″ N, 9° 36′ 28″ O | Wirtschaftsgebäude | | 28818441 |      |

### Gruppe: Friedhof Völksener Straße
Die Gruppe „Friedhof Völksener Straße“ hat die ID 28823804.

| Lage                                         | Bezeichnung      | Beschreibung              | ID       | Bild |
| -------------------------------------------- | ---------------- | ------------------------- | -------- | ---- |
| Völksener Straße 52° 12′ 38″ N, 9° 33′ 36″ O | Friedhof         | der Alte Friedhof Springe | 28818724 |      |
| Völksener Straße 52° 12′ 40″ N, 9° 33′ 35″ O | Friedhofskapelle | auf dem Alten Friedhof    | 28818738 |      |

### Gruppe: Wohnhäuser Heidstr./Zum Oberntor
Die Gruppe „Wohnhäuser Heidstr./Zum Oberntor“ hat die ID 28823919.

| Lage                                        | Bezeichnung | Beschreibung | ID       | Bild |
| ------------------------------------------- | ----------- | --- | -------- | ---- |
| Heidstraße 34 52° 12′ 32″ N, 9° 33′ 1″ O    | Wohnhaus    | | 28818469 |      |
| Heidstraße 38 52° 12′ 31″ N, 9° 33′ 1″ O    | Wohnhaus    | | 28818483 |      |
| Zum Oberntor 26 52° 12′ 30″ N, 9° 33′ 3″ O  | Wohnhaus    | | 28818977 |      |
| Zum Oberntor 26A 52° 12′ 31″ N, 9° 33′ 2″ O | Wohnhaus    | | 28818991 |      |
| Zum Oberntor 28 52° 12′ 30″ N, 9° 33′ 2″ O  | Wohnhaus    | | 28819005 |      |
| Zum Oberntor 30 52° 12′ 30″ N, 9° 33′ 1″ O  | Wohnhaus    | Das Wandständerhaus wurde um 1800 erbaut. Es wurde 1929 als Geburtshaus von Heinrich Göbel ausgewiesen. Nach neueren Ergebnissen der Quellenforschung ist es jedoch nicht das Geburtshaus. | 28819019 |      |

### Einzelbaudenkmale
| Lage                                                      | Bezeichnung              | Beschreibung | ID       | Bild           |
| --------------------------------------------------------- | ------------------------ | --- | -------- | -------------- |
| Springer Feldflur 52° 12′ 10″ N, 9° 34′ 33″ O             | Brücke                   | | 28818614 |                |
| Deisterpforte 52° 11′ 53″ N, 9° 31′ 52″ O                 | Gedenkstein              | Der „Teufelsstein“ ist wohl ein Wegweiser aus dem Jahr 1770. | 37599568 |                |
| Köllnischfeld, Alter Zuschlag 52° 13′ 27″ N, 9° 30′ 55″ O | Gedenkstein              | Der König-Ernst-August-Jagdstein, abseits des Weges im Naturwald Meinsberg. | 28817717 | BW             |
| An der Kirche 52° 12′ 27″ N, 9° 33′ 17″ O                 | Kirche                   | Die St.-Andreas-Kirche wurde im 15. Jahrhundert erbaut. Es ist eine dreischiffige Kirche mit einem Turm und einem abgesetzten Chor. Teile des Turmes stammen aus dem 13. Jahrhundert. Im Jahre 1682 wurde die Kirche im Stil des Barocks umgebaut. Von 1860 bis 1862 wurde die Kirche erweitert. Im Inneren befindet sich ein Taufbecken aus der Zeit um 1500. | 28817899 | Weitere Bilder |
| An der Kirche 1 52° 12′ 28″ N, 9° 33′ 17″ O               | Schule                   | Das Haus wurde 1780 erbaut. | 28817914 |                |
| An der Kirche 4 52° 12′ 26″ N, 9° 33′ 15″ O               | Wohnhaus                 | Das Pfarrwitwenhaus steht bei der St.-Andreas-Kirche. | 28817929 |                |
| Bahnhofstraße 52° 12′ 36″ N, 9° 33′ 30″ O                 | Gedenkstätte             | Ehrenmal der Stadt Springe für ihre Gefallenen im Krieg gegen Frankreich 1870–71 | 28818000 |                |
| Bahnhofstraße 50 52° 12′ 53″ N, 9° 33′ 26″ O              | Wohn-/Geschäftshaus      | Bahnhofsgaststätte | 28818015 |                |
| Bohnstraße 3 52° 12′ 32″ N, 9° 33′ 25″ O                  | Wohn-/Wirtschaftsgebäude | | 28818030 |                |
| Bohnstraße 6 52° 12′ 31″ N, 9° 33′ 24″ O                  | Wohn-/Wirtschaftsgebäude | | 28818045 |                |
| Bohnstraße 10 52° 12′ 30″ N, 9° 33′ 24″ O                 | Wohn-/Wirtschaftsgebäude | Das Gebäude wurde 1748 errichtet. | 28819051 |                |
| Bohnstraße 16 52° 12′ 29″ N, 9° 33′ 25″ O                 | Wohn-/Wirtschaftsgebäude | | 28818073 |                |
| Burgstraße 12 52° 12′ 28″ N, 9° 33′ 19″ O                 | Wohn-/Geschäftshaus      | Die Inschrift nennt das Jahr 1769 | 28818103 |                |
| Dammtor 2 52° 12′ 24″ N, 9° 33′ 18″ O                     | Wohn-/Wirtschaftsgebäude | | 28818118 |                |
| Domäne Dahle 52° 11′ 53″ N, 9° 31′ 6″ O                   | Stall                    | Ein Gebäude mit wehrhaften Bruchsteinmauern | 28822531 |                |
| Echternstraße 4 52° 12′ 27″ N, 9° 33′ 5″ O                | Wohnhaus                 | | 28818148 |                |
| Echternstraße 16 52° 12′ 25″ N, 9° 33′ 6″ O               | Wohn-/Wirtschaftsgebäude | | 28818163 |                |
| Echternstraße 20 52° 12′ 25″ N, 9° 33′ 8″ O               | Wohnhaus                 | | 28818178 |                |
| Echternstraße 29 52° 12′ 26″ N, 9° 33′ 13″ O              | Wohnhaus                 | Das Haus wurde 1857 erbaut. | 28818208 |                |
| Echternstraße 30 52° 12′ 25″ N, 9° 33′ 11″ O              | Wohn-/Wirtschaftsgebäude | | 28818223 |                |
| Echternstraße 32 52° 12′ 25″ N, 9° 33′ 12″ O              | Wohn-/Wirtschaftsgebäude | Das zweigeschossige, traufständige Haus wurde nach dem Entwurf der Pattenser Häuser nach dem Brand im 18. Jahrhundert erbaut. | 28818238 |                |
| Echternstraße 42 52° 12′ 25″ N, 9° 33′ 16″ O              | Wohnhaus                 | | 28818253 |                |
| Echternstraße 54 52° 12′ 25″ N, 9° 33′ 19″ O              | Wohn-/Wirtschaftsgebäude | | 28818268 |                |
| Forsthaus 52° 14′ 11″ N, 9° 31′ 15″ O                     | Gedenkstein              | Der Förstergedenkstein ist ein Denkmal für im Ersten Weltkrieg gefallene Waldarbeiter des Forstamts. | 28818360 |                |
| Köllnischfeld 2/3 52° 14′ 16″ N, 9° 31′ 17″ O             | Wohnhaus                 | | 28818340 |                |
| Hinter der Burg 1 52° 12′ 34″ N, 9° 33′ 32″ O             | Schule                   | | 28818497 |                |
| Ostwall 6 52° 12′ 32″ N, 9° 33′ 27″ O                     | Wohnhaus                 | | 28818526 |                |
| Zum Saupark 52° 11′ 26″ N, 9° 36′ 13″ O                   | Forsthaus                | Einstöckiges Sandsteingebäude vor dem Forstdienstgehöft Eispfad. | 28819161 |                |
| St.-Andreas-Straße 8 52° 12′ 27″ N, 9° 33′ 15″ O          | Wohnhaus                 | | 28818678 |                |
| An der Deisterpforte 52° 12′ 31″ N, 9° 32′ 0″ O           | Denkmal                  | Die Göbelbastei soll an Heinrich Göbel erinnern. Dieser behauptete, dass er die Glühlampe erfunden habe. | 28818707 |                |
| Völksener Straße 52° 12′ 34″ N, 9° 33′ 39″ O              | Neuer jüdischer Friedhof | Der vom Ende des 19. Jahrhunderts bis 1938 genutzte Friedhof ist ein geschütztes Kulturdenkmal. Auf dem Friedhof befinden sich zwei Grabsteine. | 28818784 |                |
| Zum Oberntor 4 52° 12′ 31″ N, 9° 33′ 10″ O                | Wohn-/Wirtschaftsgebäude | | 28818887 | BW             |
| Zum Oberntor 4 52° 12′ 31″ N, 9° 33′ 10″ O                | Speicher                 | | 28818902 | BW             |
| Zum Oberntor 7 52° 12′ 30″ N, 9° 33′ 10″ O                | Wohnhaus                 | | 28818917 |                |
| Zum Oberntor 9 52° 12′ 29″ N, 9° 33′ 10″ O                | Wohnhaus                 | | 28818932 |                |
| Zum Oberntor 11 52° 12′ 29″ N, 9° 33′ 9″ O                | Wohn- und Geschäftshaus  | | 28818947 |                |
| Zum Oberntor 13 52° 12′ 29″ N, 9° 33′ 8″ O                | Wohn-/Wirtschaftsgebäude | Das Gebäude wurde 1827 errichtet. | 28818962 |                |

## Völksen

### Gruppe: Hofanlage Alte Töpferstraße 14
Die Gruppe „Hofanlage Alte Töpferstraße 14“ hat die ID 28823822.

| Lage                                             | Bezeichnung        | Beschreibung                                                                                   | ID       | Bild |
| ------------------------------------------------ | ------------------ | ---------------------------------------------------------------------------------------------- | -------- | ---- |
| Alte Töpferstraße 14 52° 12′ 57″ N, 9° 37′ 22″ O | Wohnhaus           | Das Wohnhaus als Teil der Hofanlage wurde in der ersten Hälfte des 18. Jahrhunderts errichtet. | 28822562 |      |
| Alte Töpferstraße 14 52° 12′ 58″ N, 9° 37′ 24″ O | Wirtschaftsgebäude |                                                                                                | 28822576 |      |

### Gruppe: Kirchenanlage Kirchstraße
Die Gruppe „Kirchenanlage Kirchstraße“ hat die ID 28823841.

| Lage                                       | Bezeichnung | Beschreibung | ID       | Bild |
| ------------------------------------------ | ----------- | --- | -------- | ---- |
| Kirchstraße 9 52° 12′ 56″ N, 9° 37′ 29″ O  | Pfarrhaus   | Das Pfarrhaus stammt aus dem Jahre 1854. Das Haus hat fünf Achsen und ist streng symmetrisch gegliedert. Das Haus hat ein Walmdach. | 28822657 |      |
| Kirchstraße 11 52° 12′ 57″ N, 9° 37′ 31″ O | Kirche      | Die heutige Kirche stammt aus dem 17. Jahrhundert. An der Stelle der heutigen Kirche steht seit dem 12. Jahrhundert eine Kirche, Teile des Turmes sind aus dieser Zeit. Im Jahre 1874 wurde das Innere der Kirche nach Plänen von Conrad Wilhelm Hase umgestaltet. | 28822671 |      |
| Kirchstraße 11 52° 12′ 56″ N, 9° 37′ 31″ O | Friedhof    | | 28822719 | BW   |

### Gruppe: Friedhof In der Ahnt
Die Gruppe „Friedhof In der Ahnt“ hat die ID 28823831.

| Lage                                    | Bezeichnung | Beschreibung                               | ID       | Bild |
| --------------------------------------- | ----------- | ------------------------------------------ | -------- | ---- |
| In den Ahnt 52° 12′ 48″ N, 9° 37′ 55″ O | Friedhof    | Der Friedhof liegt im Süden der Ortschaft. | 28822627 |      |

### Gruppe: Hofanlage Steinhauerstraße 23
Die Gruppe „Hofanlage Steinhauerstraße 23“ hat die ID 28823860.

| Lage                                            | Bezeichnung        | Beschreibung                                                                                | ID       | Bild |
| ----------------------------------------------- | ------------------ | ------------------------------------------------------------------------------------------- | -------- | ---- |
| Steinhauerstraße 23 52° 12′ 58″ N, 9° 37′ 40″ O | Wohnhaus           | Dreiseithof aus der Mitte des 19. Jhdts. Wohnhaus in Ziegelbauweise mit mittigem Erkerhaus. | 28822822 |      |
| Steinhauerstraße 23 52° 12′ 58″ N, 9° 37′ 41″ O | Wirtschaftsgebäude |                                                                                             | 28822836 |      |

### Gruppe: Hofanlage Steinkrüger Straße 2, 4
Die Gruppe „Hofanlage Steinkrüger Straße 2, 4“ hat die ID 28823870.

| Lage                                                   | Bezeichnung  | Beschreibung | ID       | Bild |
| ------------------------------------------------------ | ------------ | --- | -------- | ---- |
| Steinkrüger Straße 2 52° 13′ 8″ N, 9° 37′ 24″ O        | Wohnhaus     | Seit 1585 ist hier ein Gutshof nachgewiesen. Die Gebäude sind zum Teil aus Bruchstein, zum Teil aus Fachwerk errichtet. | 28822865 |      |
| Steinkrüger Straße 4d 52° 13′ 9″ N, 9° 37′ 24″ O       | Kapelle      | | 28822895 |      |
| Steinkrüger Straße 4a, b, c 52° 13′ 9″ N, 9° 37′ 23″ O | Nebengebäude | | 28822881 |      |

### Gruppe: Hermannshof
Die Gruppe „Hermannshof“ hat die ID 36332376.

| Lage                                | Bezeichnung | Beschreibung | ID       | Bild |
| ----------------------------------- | ----------- | ------------ | -------- | ---- |
| Röse 23 52° 13′ 11″ N, 9° 37′ 46″ O | Stall       |              | 36337203 | BW   |
| Röse 25 52° 13′ 12″ N, 9° 37′ 44″ O | Gärtnerhaus |              | 36338414 |      |
| Röse 27 52° 13′ 15″ N, 9° 37′ 44″ O | Garten      |              | 36336868 |      |

### Einzelbaudenkmale
| Lage                                           | Bezeichnung              | Beschreibung | ID       | Bild           |
| ---------------------------------------------- | ------------------------ | --- | -------- | -------------- |
| Am Sportplatz 13 52° 12′ 59″ N, 9° 38′ 2″ O    | Gedenkstein              | Die Waterloo-Säule wurde 1865 aufgestellt. Es ist eine etwa ein Meter hohe, dreiseitige Steinsäule zum Gedenken an die Schlacht von Waterloo. | 28823442 | Weitere Bilder |
| Bohlweg 3 52° 12′ 54″ N, 9° 37′ 23″ O          | Wohn-/Wirtschaftsgebäude | | 28822590 |                |
| Bohlweg 22 52° 12′ 47″ N, 9° 37′ 34″ O         | Wohnhaus                 | Wohnhaus einer Hofanlage. Ziegelbauweise mit mittigem Erkerhaus.                                                                              | 28822612 |                |
| Spielburg 52° 12′ 55″ N, 9° 37′ 58″ O          | Jüdischer Friedhof       | Das einzig erhaltene Grab auf dem Friedhof stammt aus dem Jahr 1835. Die Erstbelegung ist nicht bekannt.                                      | 28822747 | Weitere Bilder |
| Steinhauerstraße 52° 13′ 1″ N, 9° 37′ 41″ O    | Brunnen                  | | 28822779 |                |
| Steinhauerstraße 52° 12′ 45″ N, 9° 37′ 41″ O   | Kriegerdenkmal           | Kriegerdenkmal 1914/18 | 28822764 | Weitere Bilder |
| Steinhauerstraße 9 52° 12′ 52″ N, 9° 37′ 40″ O | Wohnhaus                 | Das Haus ist ein eingeschossiges Wohnhaus. | 28822801 |                |
| Steinhauerstraße 35 52° 13′ 1″ N, 9° 37′ 36″ O | Wohn-/Wirtschaftsgebäude | Das Hallenhaus in Vierständerbauweise wurde im Jahre 1804 errichtet.                                                                          | 28822850 |                |

## Wülfinghausen

### Gruppe: Kloster und Klostergut Wülfinghausen
Die Gruppe „Kloster und Klostergut Wülfinghausen“ hat die ID 328823879.

| Lage                                       | Bezeichnung               | Beschreibung | ID       | Bild           |
| ------------------------------------------ | ------------------------- | --- | -------- | -------------- |
| 52° 8′ 29″ N, 9° 39′ 56″ O                 | Wohnhaus                  | Das Kloster Wülfinghausen ist im Jahre 1236 gegründet worden. Das 1740 wiederaufgebaute Konventsgebäude, Klostergut und Nebengebäude bilden eine Einheit. Hier ist das Pächterwohnhaus zu sehen. | 28822957 | Weitere Bilder |
| 52° 8′ 27″ N, 9° 39′ 51″ O                 | Klostergarten             | | 38200917 | Weitere Bilder |
| Klostergut 52° 8′ 28″ N, 9° 39′ 54″ O      | Klosterkirche             | | 28822909 |                |
| Klostergut 52° 8′ 26″ N, 9° 39′ 45″ O      | Friedhof                  | | 38199729 |                |
| Klostergut 52° 8′ 27″ N, 9° 39′ 45″ O      | Friedhofskapelle          | | 28823037 |                |
| Klostergut 7 52° 8′ 27″ N, 9° 39′ 53″ O    | Klostergebäude            | | 28823179 |                |
| Klostergut 52° 8′ 34″ N, 9° 39′ 57″ O      | Schafstall                | | 28822989 |                |
| Klostergut 52° 8′ 32″ N, 9° 39′ 55″ O      | Scheune und Schweinestall | | 28822941 |                |
| Klostergut 52° 8′ 31″ N, 9° 39′ 59″ O      | Stall                     | Ehem. Kuhstall und Pferdestall | 28823133 |                |
| Klostergut 2, 3 52° 8′ 34″ N, 9° 40′ 0″ O  | Torhaus                   | | 28822973 |                |
| Klostergut 52° 8′ 34″ N, 9° 40′ 0″ O       | Toranlage                 | | 38197116 |                |
| Mehler Straße 26 52° 8′ 31″ N, 9° 40′ 2″ O | Wirtschaftsgebäude        | | 46607200 |                |
| Mehler Straße 26 52° 8′ 30″ N, 9° 40′ 2″ O | Pfarrhaus                 | | 28823021 |                |
| Klostergut 52° 8′ 30″ N, 9° 39′ 58″ O      | Grabstein                 | Der „Grabstein Richter“ steht an der nördlichen Mauer des ehemaligen Verwaltungsgebäudes. | 28823005 |                |

## Ehemalige Baudenkmale
| Lage                                                           | Bezeichnung      | Beschreibung | ID | Bild |
| -------------------------------------------------------------- | ---------------- | --- | -- | --- |
| Altenhagen I Hohlweg 5 52° 10′ 14″ N, 9° 31′ 7″ O              | Wohnhaus         | Wandständerbau, Fachwerk auf Bruchsteinsockel.                                                                                   |    | [[Vorlage:Bilderwunsch/code!/C:52.17045,9.51852!/D:Altenhagen I Hohlweg 5, Wohnhaus!/\|BW]]              |
| Altenhagen I Spiegelberger Straße 1 52° 10′ 11″ N, 9° 31′ 3″ O | Wohnhaus         | Das Wohnhaus einer Hofstelle ist datiert 1756.                                                                                   |    | [[Vorlage:Bilderwunsch/code!/C:52.16967,9.51748!/D:Altenhagen I Spiegelberger Straße 1, Wohnhaus!/\|BW]] |
| Altenhagen I Süntelstraße 1 52° 10′ 8″ N, 9° 30′ 55″ O         | Friedhof         | |    | [[Vorlage:Bilderwunsch/code!/C:52.168795,9.515263!/D:Altenhagen I Süntelstraße 1, Friedhof!/\|BW]]       |
| Altenhagen I Zum Nesselberg 12 52° 10′ 14″ N, 9° 30′ 52″ O     | Backhaus         | |    | |
| Alvesrode Zum Saupark 12a 52° 12′ 9″ N, 9° 36′ 7″ O            | Schule           | Ehemalige Schule. Das Haus ist ein zweigeschossiges Fachwerkständerhaus.                                                         |    | |
| Boitzum Am Thie 15 52° 9′ 3″ N, 9° 41′ 33″ O                   | Backhaus         | Das Backhaus stammt wahrscheinlich aus der Mitte des 18. Jahrhunderts. Mittlerweile ist es einem neu gebauten Wohnhaus gewichen. |    | [[Vorlage:Bilderwunsch/code!/C:52.150888,9.692398!/D:Boitzum Am Thie 15, Backhaus!/\|BW]]                |
| Eldagsen Brückenstraße 4 52° 10′ 19″ N, 9° 39′ 15″ O           | Wohnhaus         | |    | |
| Eldagsen Landesstraße 422 52° 9′ 55″ N, 9° 37′ 11″ O           | Brücke           | Die Gewölbebrücke aus Naturstein über den Neuen Gehlenbach wurde 1837 erbaut.                                                    |    | |
| Eldagsen Lange Straße 95 52° 10′ 16″ N, 9° 39′ 54″ O           | Stadtbefestigung | Am Stallgebäude sind Reste der Stadtbefestigung erhalten.                                                                        |    | |
| Gestorf In der Welle 8 52° 12′ 55″ N, 9° 42′ 15″ O             | Wohnhaus         | |    | |
| Gestorf In der Welle 9 52° 12′ 54″ N, 9° 42′ 13″ O             | Kapelle          | |    | |
| Gestorf Neustadtstraße 14 52° 12′ 58″ N, 9° 42′ 22″ O          | Herrenhaus       | |    | |
| Lüdersen Im Griesenwinkel 3 52° 15′ 14″ N, 9° 40′ 28″ O        | Hallenhaus       | Haupthaus der Hofstelle. Der langgestreckte einstöckige Fachwerkbau wurde 1780 errichtet.                                        |    | |
| Springe Am Markt 7 52° 12′ 31″ N, 9° 33′ 17″ O                 | Wohnhaus         | |    | |
| Springe Forsthaus Köllnischfeld 52° 14′ 10″ N, 9° 31′ 13″ O    | Hütte            | Kleine Waldarbeiterhütte. Verputzte Gefache unter Walmdach. Im Jahr 2019 nicht mehr vorhanden.                                   |    | |
| Springe Am Markt 5 52° 12′ 31″ N, 9° 33′ 17″ O                 | Wohnhaus         | |    | |
| B 217 52° 11′ 30″ N, 9° 31′ 47″ O                              | Ehrenmal         | Hier steht ein Gedenkstein für die Wüstung Sedemünder                                                                            |    | |
| Springe Echternstraße 25 52° 12′ 25″ N, 9° 33′ 11″ O           | Wohnhaus         | Im Herbst 2015 abgerissen |    | |
| Springe St.-Andreas-Straße 1 52° 12′ 29″ N, 9° 33′ 14″ O       |                  | |    | |
| Springe Zum Niederntor 7 52° 12′ 34″ N, 9° 33′ 27″ O           |                  | |    | |